# NGC 5858
NGC 5858 је елиптична галаксија у сазвежђу Вага која се налази на NGC листи објеката дубоког неба.
Деклинација објекта је - 11° 12' 29" а ректасцензија 15h 8m 49,1s. Привидна величина (магнитуда) објекта NGC 5858 износи 12,8 а фотографска магнитуда 13,8. NGC 5858 је још познат и под ознакама MCG -2-39-2, PGC 54075.